# Kompleks Sportowy im. Tradycji Pogoni Lwów i Polonii Bytom w Prudniku
Kompleks Sportowy im. Tradycji Pogoni Lwów i Polonii Bytom w Prudniku – kompleks obiektów sportowo-rekreacyjnych na terenie Zespołu Szkół Rolniczych przy ul. Kościuszki 76 w Prudniku. Administratorem obiektu jest powiat prudnicki.

## Historia
Kompleks został zbudowany w 2013 w miejscu, w którym w przeszłości znajdowało się boisko. Imię „Tradycji Pogoni Lwów i Polonii Bytom” zostało przyjęte przez Radę Powiatu Prudnickiego na wniosek zarządu Pogoni Prudnik. Kompleks został oddany do użytku 18 czerwca 2013. W uroczystości wzięły udział m.in. delegacje Pogoni Lwów i Polonii Bytom oraz reprezentant Polski Lukas Klemenz.
W 2014 przeprowadzono modernizację boiska i oddano do użytku siłownię. W 2018 w obiekcie zainstalowano nowy monitoring. We wrześniu 2023 rozpoczęto remont kompleksu.

## Infrastruktura i użytkowanie
W skład kompleksu wchodzą: boisko Orlik 2012 ze sztuczną nawierzchnią, boisko z naturalną nawierzchnią, boisko do koszykówki, dwustumetrowa bieżna wokół murawy, oraz miejsce przeznaczone na parkour.
Z obiektu korzystają lokalne kluby sportowe, w tym m.in.: UKS Orlik Prudnik i LKS Rolnik Biedrzychowice-Głogówek. Od otwarcia obiektu w 2013, odbywały się w nim m.in. międzynarodowe zawody piłkarskie.

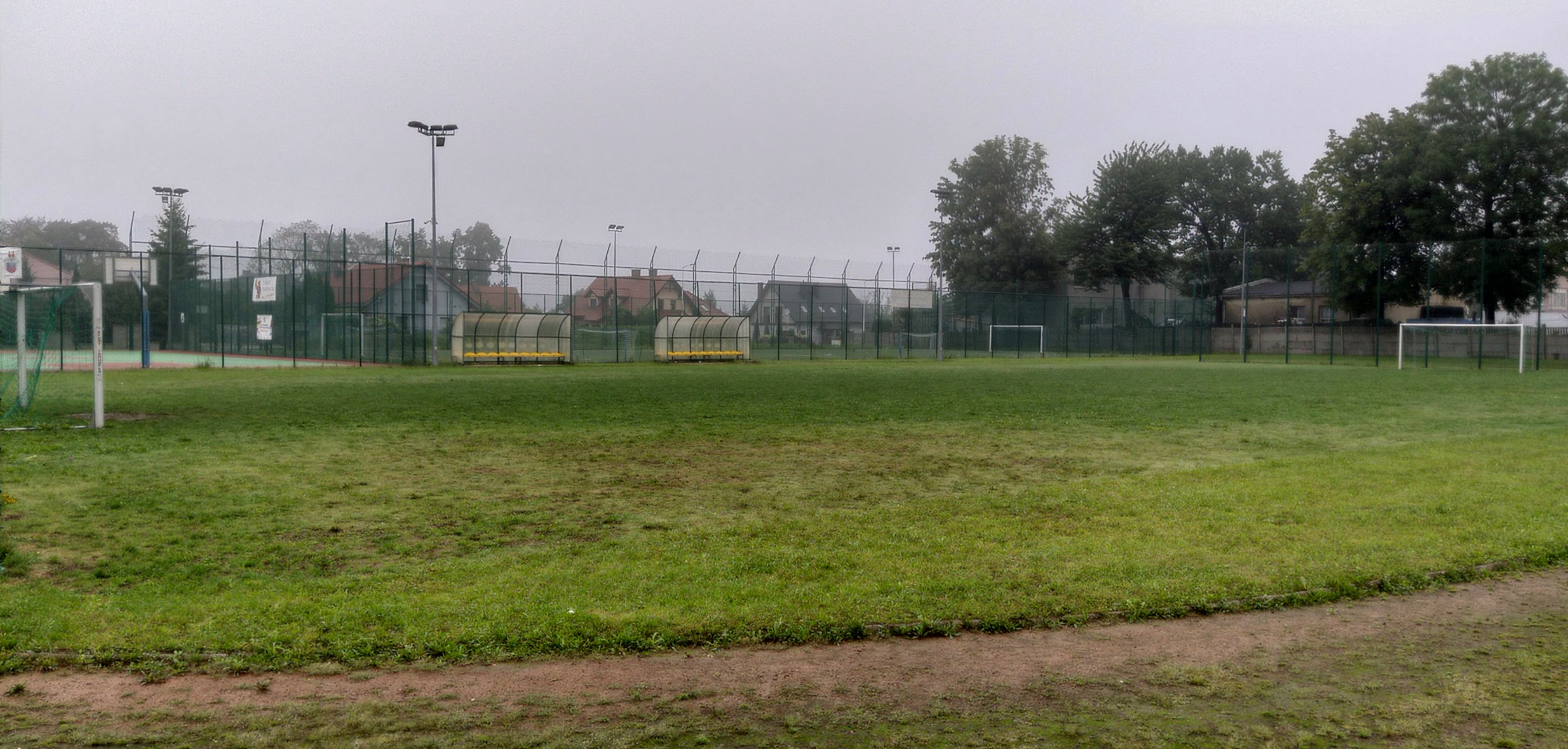
Boisko z naturalną nawierzchnią
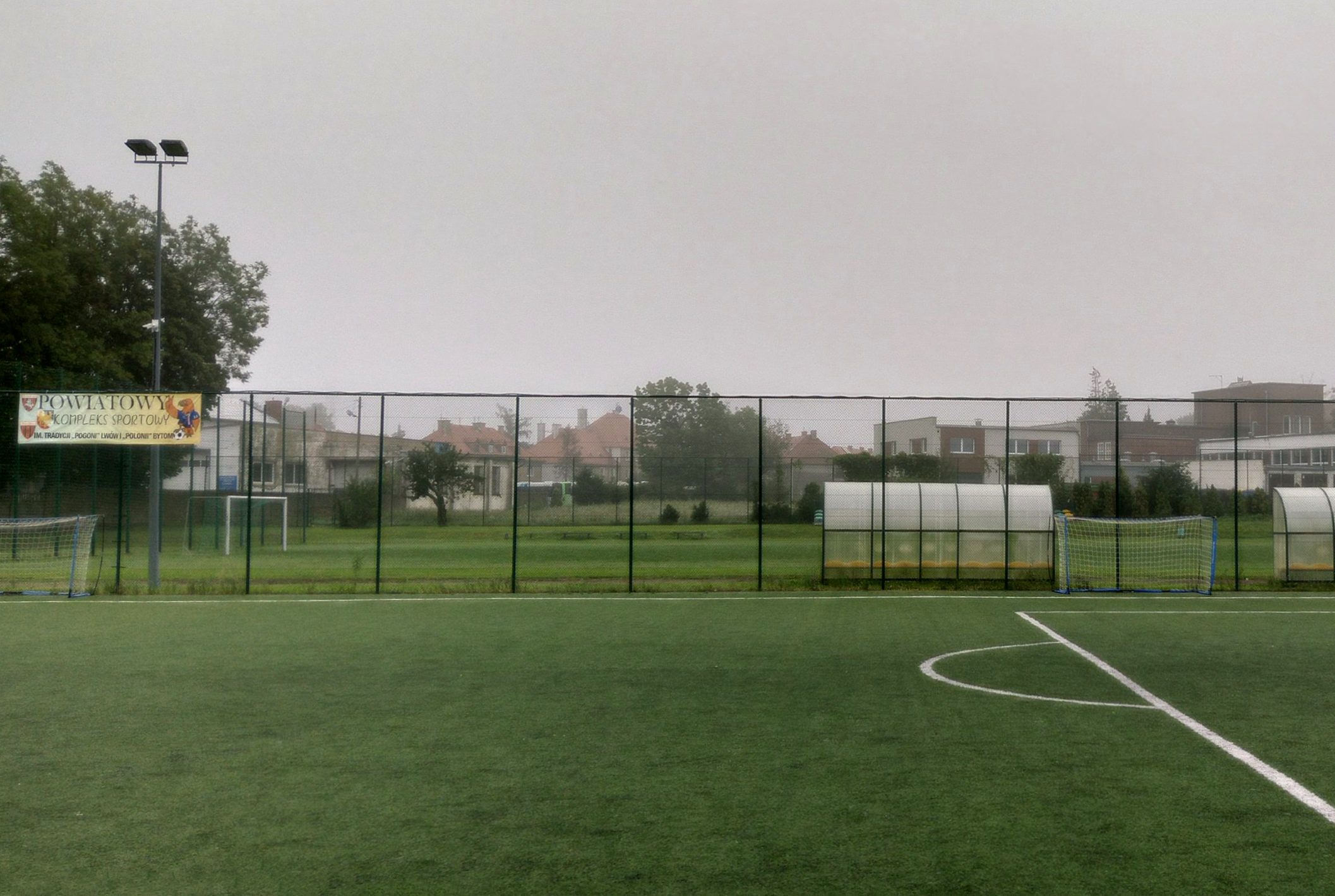
Boisko ze sztuczną nawierzchnią
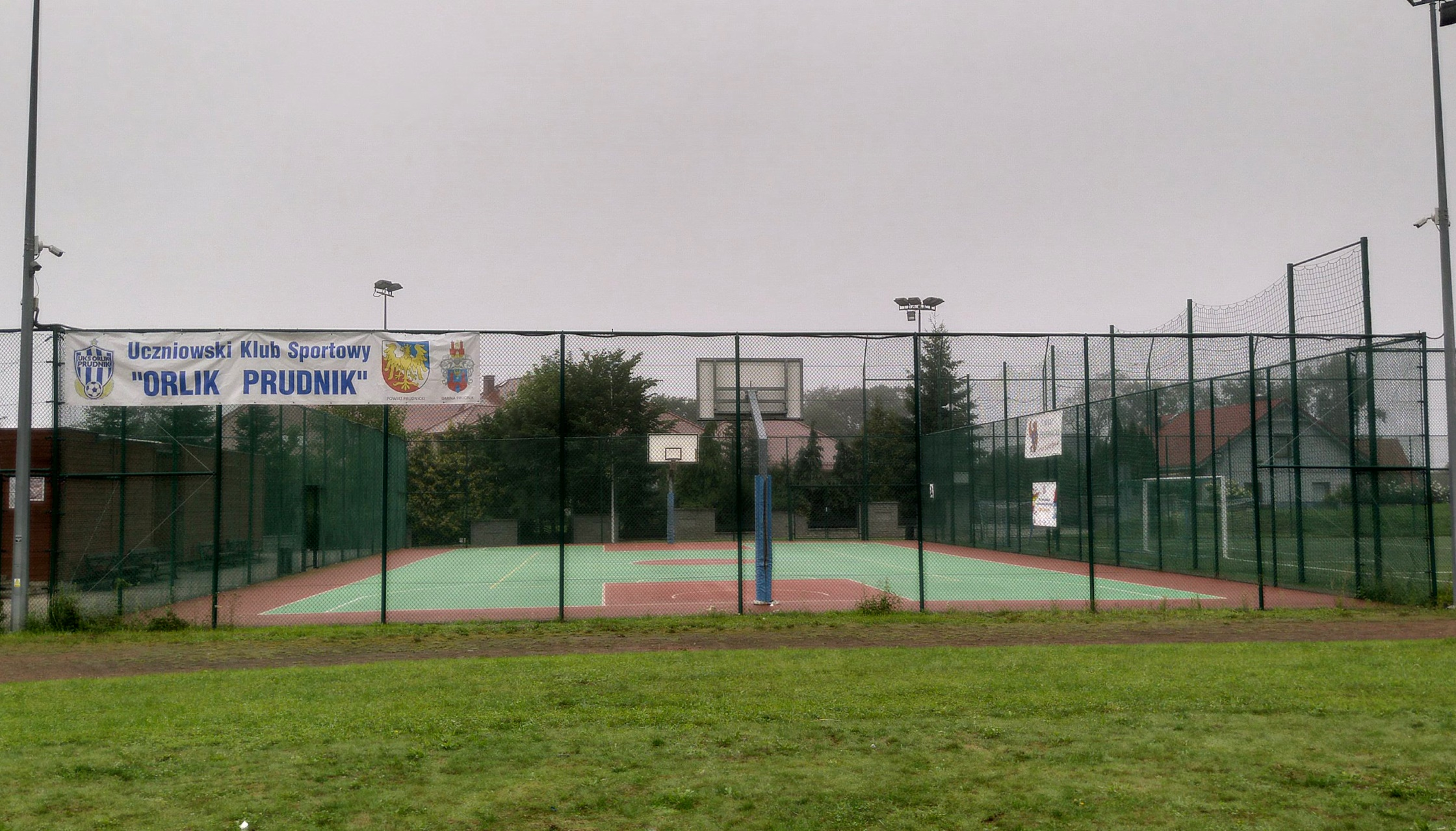
Boisko do koszykówki
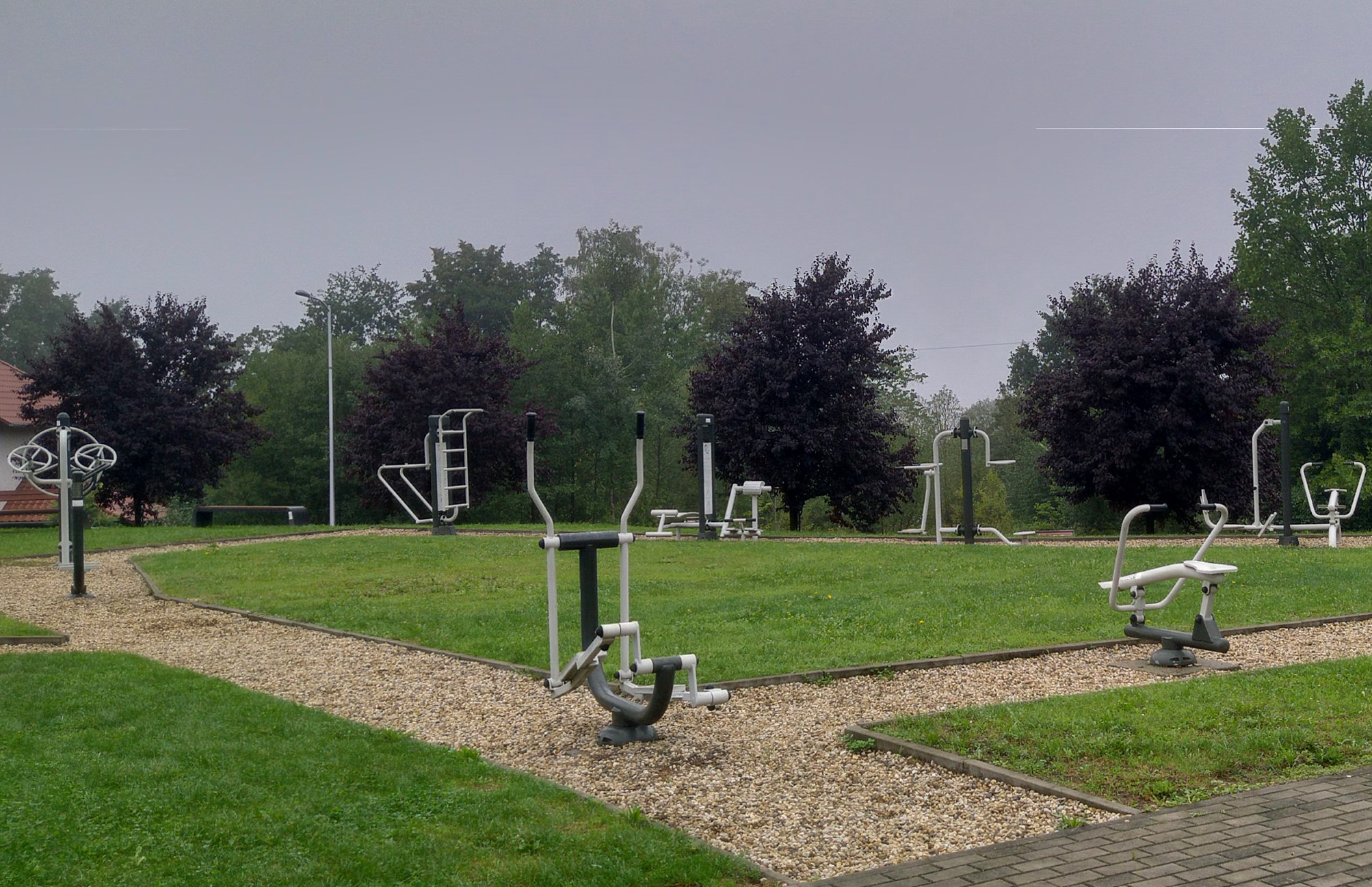
Siłownia
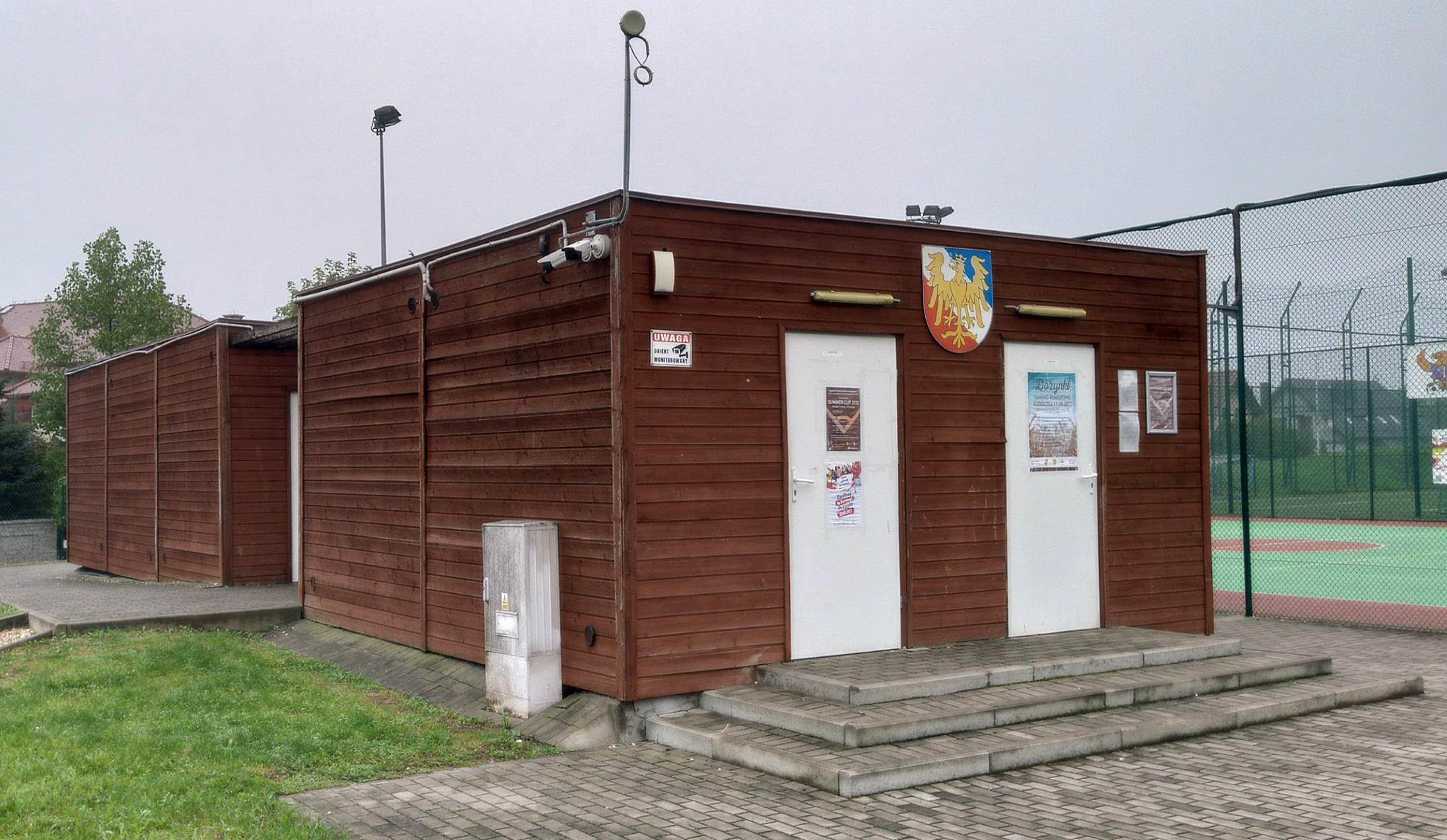
Szatnie